# Martin Kemp (storico dell'arte)
Martin Kemp (5 marzo 1938) è uno storico dell'arte britannico.

## Carriera
Professore di Storia dell'Arte a Oxford, nato nel 1942, ha svolto la sua preparazione accademica a Cambridge, laureandosi e poi specializzandosi in Scienze Naturali e Storia dell'Arte, proseguendo come ricercatore al Courtauld Institute of Art. È stato Professore Ricercatore alla British Academy dal 1993 al 1998, e per più di 25 anni ha insegnato in Scozia presso diverse importanti università (tra cui St Andrews e Glasgow). È stato professore ospite a Princeton, New York, North Carolina, Los Angeles e Montreal. Nel 1989, ha curato la famosa mostra Leonardo da Vinci a Londra, ed è l'ideatore del progetto Universal Leonardo.

## Pubblicazioni
Martin Kemp ha pubblicato numerosi libri e saggi d'arte, tradotti in diverse lingue.
In Italia ha pubblicato:
- 1982, Leonardo da Vinci: le mirabili operazioni della natura e dell'uomo, Mondadori
- 1988, Leonardo e lo spazio dello scultore. XVII lettura vinciana, Giunti Editore
- 1994, La scienza dell'arte. Prospettiva e percezione visiva da Brunelleschi a Seurat, Giunti Editore (ripubblicato nel 2005)

- 2006, Leonardo. Nella mente del genio, Einaudi
- 2004, ha curato la nuova edizione del celebre Leonardo di Kenneth Clark e pubblicato Lezioni dell'occhio. Leonardo da Vinci discepolo dell'esperienza, Vita e Pensiero
- 2012, La bella principessa di Leonardo da Vinci. Ritratto di Bianca Sforza, Mandragora. Realizzato in collaborazione con Pascal Cotte e con contributi di Peter Paul Biro, Eva Schwan, Claudio Strinati, Nicholas Turner, London, Hodder & Stoughton.
- 2015, L'Arte nella storia. 600 ac/2000 dc, Bollati Boringhieri

Ha scritto e condotto numerosi programmi radiotelevisivi sulle arti figurative e la scienza dal Rinascimento ai giorni nostri; ha inoltre curato il CD-Rom del Codice Leicester per Bill Gates e svariati video per la National Gallery.